# Liste d'icônes russes anciennes (1000-1250)
Liste d'icônes russes anciennes créées en Russie avant et pendant la vie d'Alexandre Nevski (1220–63).

## 1000-1130
| Image                                                                                    | Nom et date                                                                                 | Provenance                                                                  | Lieu de conservation                 |
| ---------------------------------------------------------------------------------------- | ------------------------------------------------------------------------------------------- | --------------------------------------------------------------------------- | ------------------------------------ |
| Icônes russo-byzantines (Certaines peintes par des artistes Grecs dans la Rus' de Kiev ) |                                                                                             |                                                                             |                                      |
|                                                                                          | Le Sauveur à la riza d'or XIe siècle (repeinte en 1699)                                     | Cathédrale Sainte-Sophie de Novgorod                                        | Cathédrale de la Dormition de Moscou |
|                                                                                          | Apôtres Pierre et Paul (icône) env. 1050 (repeinte partiellement au XVIe siècle)            | Cathédrale Sainte-Sophie de Novgorod                                        | Musée-réserve de Novgorod            |
|                                                                                          | Saint Georges (icône de la Cathédrale de la Dormition) // Odigitria (double-face) env. 1100 | Monastère Saint-Georges de Iouriev Cathédrale de la Dormition de Moscou     | Cathédrale de la Dormition de Moscou |
|                                                                                          | Notre-Dame de Vladimir env. 1100                                                            | Cathédrale de la Dormition de Vladimir Cathédrale de la Dormition de Moscou | Galerie Tretiakov (église Tolmachi)  |

## 1130-1200
| Image                         | Nom et date                                                              | Provenance                                                                   | Lieu de conservation                 |
| ----------------------------- | ------------------------------------------------------------------------ | ---------------------------------------------------------------------------- | ------------------------------------ |
| Icones de Novgorod            |                                                                          |                                                                              |                                      |
|                               | Annonciation d'Oustioug, env. 1130                                       | Monastère Saint-Georges de Iouriev Cathédrale de l'Annonciation de Moscou    | Galerie Tretiakov                    |
|                               | Saint Georges env. 1130                                                  | Monastère Saint-Georges de Iouriev                                           | Galerie Tretiakov                    |
|                               | Notre-Dame du Signe (double-face) env. 1150                              | Cathédrale Sainte-Sophie de Novgorod                                         | Cathédrale Sainte-Sophie de Novgorod |
|                               | Sainte-Face (Novgorod) (double-faces) env. 1180                          | Cathédrale de la Dormition de Moscou                                         | Galerie Tretiakov                    |
|                               | L'ange aux cheveux d'or                                                  | Musée Roumiantsev                                                            | Musée Russe                          |
|                               | Madone de tendresse                                                      | Galerie Tretiakov                                                            | Cathédrale de la Dormition de Moscou |
|                               | Saint Nicolas le Thaumaturge env. 1200                                   | Couvent de Novodievitchi                                                     | Galerie Tretiakov                    |
| Icônes de Vladimir et Souzdal |                                                                          |                                                                              |                                      |
|                               | Icône de Bogolioubovo de la Mère de Dieu 1155                            | Bogolioubovo                                                                 | Couvent Kniaguinine, Vladimir        |
|                               | Icône Fiodorovskaïa de la Mère de Dieu // Sainte Parascève (double-face) | Gorodets, Oblast de Nijni-Novgorod sur la Volga (famille d'Alexandre Nevski) | Kostroma Couvent de la Théophanie    |
|                               | Le Sauveur Emmanuel et les anges 1180s?                                  | Cathédrale de la Dormition de Moscou                                         | Galerie Tretiakov                    |

## 1200-1250
| Image                           | Nom et date                                                      | Provenance                                                              | lieu de conservation                                                                               |
| ------------------------------- | ---------------------------------------------------------------- | ----------------------------------------------------------------------- | -------------------------------------------------------------------------------------------------- |
| Icônes de Vladimir et Souzdal   |                                                                  |                                                                         | |
|                                 | Déisis avec Jean le Baptiste et la Vierge Marie                  | Cathédrale de la Dormition de Moscou                                    | Galerie Tretiakov                                                                                  |
|                                 | L'Apparition de l'archange saint Michel à Josué 1190s? 1210s?    | Cathédrale de la Dormition de Moscou                                    | Cathédrale de la Dormition de Moscou                                                               |
|                                 | Saint Demetrios de Salonique 1190s? 1210s?                       | Cathédrale de la Dormition de Dmitrov (don de Vsevolod III Vladimirski) | Galerie Tretiakov                                                                                  |
|                                 | Le Sauveur aux boucles d'or (Christ Chalkitès) env. 1200         | Cathédrale de la Dormition de Moscou (origine probable de Iaroslavl)    | Cathédrale de la Dormition de Moscou                                                               |
| Icônes de Iaroslavl et Rostov   |                                                                  |                                                                         | |
|                                 | Orante d'Iaroslavl (Grande Panagia) env. 1220                    | Cathédrale de la Dormition de Iaroslavl, Iaroslavl                      | Galerie Tretiakov                                                                                  |
|                                 | Christ Pantocrator de Iaroslavl (Christ Pantocrator) env. 1220   | Cathédrale de la Dormition de Iaroslavl                                 | Musée d'art de Iaroslavl                                                                           |
|                                 | L'Archange Mikhaïl env. 1220                                     | Église de L'Archange Mikhaïl, Iaroslavl                                 | Galerie Tretiakov                                                                                  |
|                                 | The Mandylion de Iaroslavl                                       | Novlenskoye (près de Pochekhonie)                                       | Galerie Tretiakov                                                                                  |
|                                 | Sauveur de Gavchinki env. 1250                                   | église de Gavshinki près de Iaroslavl                                   | Musée central de la culture et de la peinture russe ancienne Andreï Roublev (Monastère Andronikov) |
|                                 | La Vierge de Tolga                                               | Monastère de Tolga, Iaroslavl                                           | Galerie Tretiakov                                                                                  |
|                                 | Theotokos de Kachine                                             | Monastère St. Démétrios , Kachine                                       | Musée d'art de Kalyazin                                                                            |
| Icônes de Novgorod et Belozersk |                                                                  |                                                                         | |
|                                 | Dormition aux nuages env. 1200                                   | Monastère Desiatinny, Novgorod                                          | Galerie Tretiakov                                                                                  |
|                                 | Notre-Dame du Signe // Julienne de Nicomédie                     | Monastère de Zverin, Novgorod                                           | Collection Pavel Korine à la Galerie Tretiakov                                                     |
|                                 | Icône de la Mère de Dieu de tendresse (Staraïa Roussa)           | Staraïa Roussa                                                          | Musée Russe                                                                                        |
|                                 | Icône de la Vierge de Belozersk env. 1220                        | Cathédrale de Belozersk                                                 | Musée Russe                                                                                        |
|                                 | Saints Pierre et Paul                                            | Église saints Pierre-et-Paul Belozersk                                  | Musée Russe                                                                                        |
|                                 | Saint Jean Climaque avec saint Georges et saint Blaise env. 1250 | Krestsy près de Novgorod                                                | Musée Russe                                                                                        |

## Source
- (ru) Vladimir Sarabianov et Angélina Smirnova Histoire de la peinture ancienne /(ru)В. Д. Сарабьянов, Э. С. Смирнова. История древнерусской живописи. М., ПСТГУ, 2007.
- Véra Traimond, La peinture de la Russie ancienne, Bernard Giovanageli éditeur, Paris 2010  (ISBN 978-2-7587-0057-9)